# Burolo
Burolo là một đô thị ở tỉnh Torino trong vùng Piedmont, có vị trí cách khoảng 50 km về phía đông bắc của Torino, nước Ý. Tại thời điểm ngày 31 tháng 12 năm 2004, đô thị này có dân số 1.338 người và diện tích là 5,5 km².
Burolo giáp các đô thị: Chiaverano, Torrazzo, Bollengo, Ivrea, và Cascinette d'Ivrea.